# キャリカレ
株式会社キャリカレ（英: Career College CO.,LTD.）は、広島県広島市に本社を置く、通信教育サービスなどの事業を行っている企業。

## 沿革
- 2008年（平成20年）　株式会社キャリアカレッジジャパン設立
- 2023年（令和5年）10月 - 商号を株式会社キャリカレへ変更[2]

## 提携自習室
- 関東
  - レンタル自習室イーミックス(東京都・千葉県)
  - アレイ自習室(東京都)
  - 有料自習室POF西日暮里(東京都)
- 東海
  - レガーレカフェ栄(愛知県)
- 近畿
  - 自習カフェ(大阪府)
  - レンタル自習室　Study space(大阪府)
  - 自習室グンと(大阪府)
- 中国
  - まち図書カフェ(広島県)

## 主な講師陣
- 若林くみ子(国際薬膳師)　 薬膳インストラクター資格取得講座
- 渡瀬 ひとみ[3] (プロ通訳者、sakura yoga代表)　 ヨガインストラクター養成講座
- 月嶋真理[4]　アロマテラピー通信講座、カラーセラピー通信講座
- 中村一樹 [5]
- 平岡 采里子　リンパケアセラピスト資格取得講座

## 事業内容
- 通信教育事業